# Preguinho
João Coelho Neto, beter bekend als Preguinho, (Rio de Janeiro, 8 februari 1905 – aldaar, 1 oktober 1979) was een Braziliaanse voetballer.

## Biografie
Preguinho speelde zijn hele carrière bij Fluminense, een van de meest succesvolle clubs van Rio de Janeiro. Hij was een echte atleet en buiten voetbal deed hij ook aan basketbal, zwemmen, waterpolo, roeien, duiken, atletiek, volleybal en rolhockey. Hiervoor kreeg hij in 1952 de titel Grande Benemerito Atleta.
Met het nationale elftal nam hij deel aan het WK 1930 en was aanvoerder van het elftal. Tegen Joegoslavië scoorde hij de eerste Braziliaanse goal ooit op een wereldbeker. Ook tegen Bolivia en de Verenigde Staten kon hij scoren.